# 電豹女

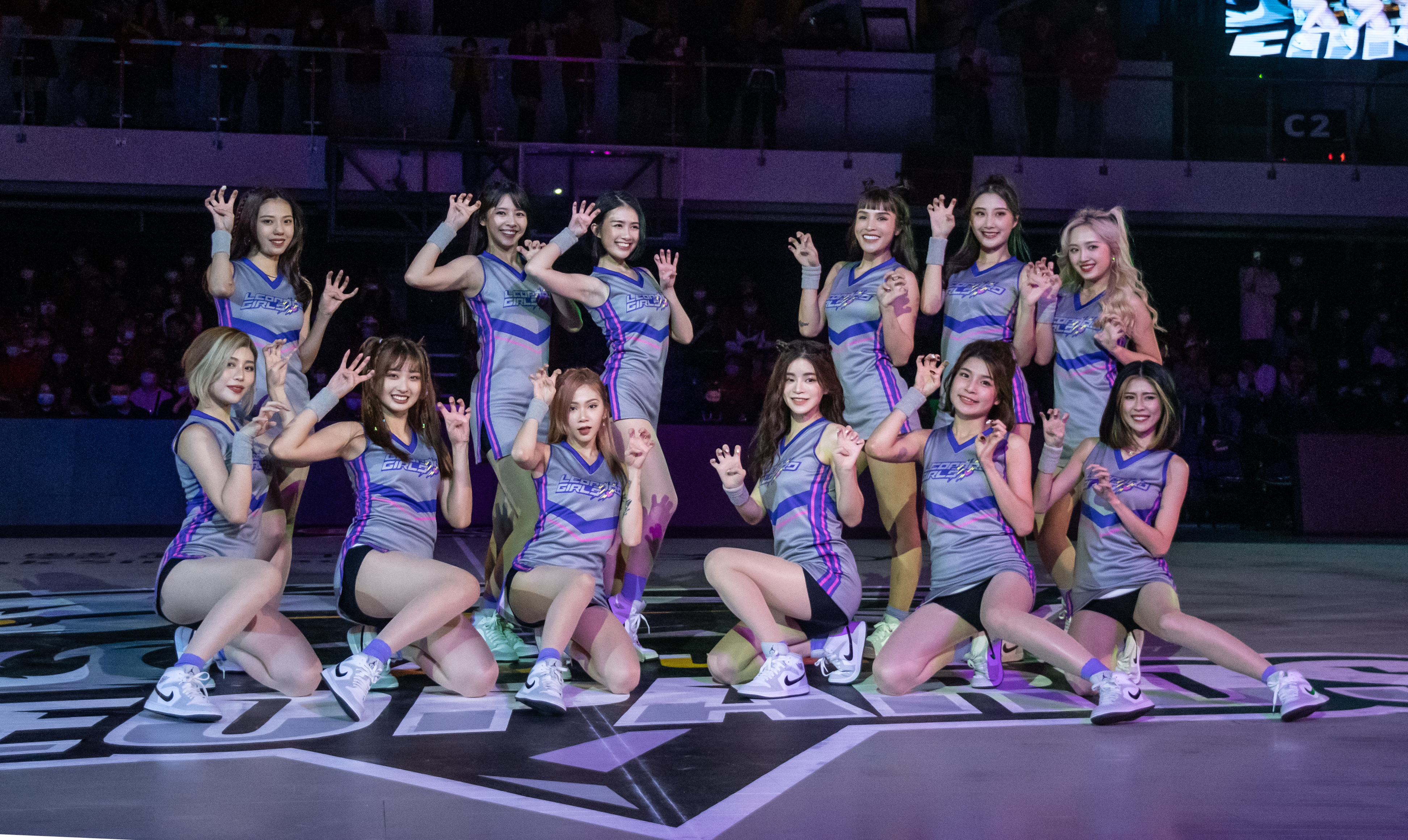
2021年12月25日，桃園雲豹主場開幕戰合影

「浪LIVE」電豹女（英語：Leopard Girls）為台灣職業籃球大聯盟桃園台啤永豐雲豹專屬啦啦隊，目前成員有兩位韓國高人氣啦啦隊的李雅英、海莉，共24人。

## 簡史
桃園台啤永豐雲豹新加入T1聯盟時成立專屬啦啦隊「電豹女」，2021年11月10日於「桃園市冠名暨桃園雲豹成立記者會」正式亮相。啦啦隊名取自諧音「電爆你」，希望活力充沛、電力十足的電豹女，可以應援球隊電爆對手，更希望能讓進場看球的粉絲們充飽電。
2022年展開新人徵選，7月5日進行最終徵選會，預計從13人中挑選下一屆新成員。7月8日，電豹女加入3位新成員。
2023年4月2日，電豹女接受浪LIVE冠名贊助，更名為「浪LIVE電豹女」。
2023年6月5日，電豹女總監豆芽宣布離開桃園雲豹球團。
2023年8月19日起，台北海洋雲豹足球隊邀請T1聯盟台啤雲豹職籃啦啦隊「電豹女」站台，並期許國內五人制足球走向職業化。
2023年9月9日，球團於三創生活園區舉辦電豹女甄選會，邀請李多慧擔任評審，並加入3位新成員與4位練習生。
2023年12月，電豹女的管理業務由經紀公司「想想時間有限公司」接手。
2023年12月29日，台啤永豐雲豹職業籃球隊宣布韓籍成員李雅英加入「電豹女」。2024年10月，李雅英續約回歸，並引薦同公司成員海莉（Hyeri）赴台，展開啦啦隊生涯。
2024年4月，電豹女舞蹈總監楊曉帆卸任。
2024年5月4日，李雅英、小楓與草莓為台灣啤酒「金牌ONE」拍攝2024年度形象影片。
2024年6月18日，「MEME秘密」女團正式出道，由電豹女隊長小楓領軍，成員包含笑笑、草莓、筱緹、安汝和語萱，並發行首支單曲《My Black Eyes》。
2024年8月19日，在三創生活園區的CLIPPER STUDIO舉行第四屆年度徵選會，選拔出三位新成員（魚肉、安娜、喬喬）及七位練習生（海莉、牙牙、思思、Petty、奶糖、仔仔、小馨）。
2024年10月，筱緹、安汝、紹頤與Yuki擔任2024-25賽季的編舞組指導，並由筱緹擔任電豹女副隊長。
2024年10月中旬，張菲攜手電豹女成員小楓、草莓、笑笑、瑄瑄和雪寶代言「辣財神娛樂城」。
2024年10月20日，草莓、笑笑、安汝、雪寶和Nia受邀出席由刑事局與國際扶輪社舉辦的反毒與反詐騙公益活動，擔任活動大使。
2024年11月2日，小楓、草莓與安汝代表台灣啤酒，出席世界棒球12強賽的開幕交流賽（中華隊對捷克隊），於台北大巨蛋進行開場表演。
2024年世界棒球12強賽，草莓、小楓、安汝、笑笑與筱緹以MEME秘密的身份出席11月10日、15日、16日的賽事，並擔任開場表演嘉賓。
2024年11月9日，電豹女成員小楓、小馨、思思、Yuki 應連江縣政府之邀，出席第三屆遠鵬老馬盃籃球賽並擔任表演嘉賓。
2025年1月28日，電豹女成員李雅英、小楓、草莓、安汝、笑笑、Yuki、雪寶、Nia、諺諺與安心亞合作登場台視《2025超級巨星紅白藝能大賞》。

## 成員簡介

### 現役成員
| 2021年加入   |    |          | |                            |
| 小楓         | 71 | 7月1日   | 本名林佳楓，英文名Leaya，舅舅為前中華職籃宏國象成員黃春雄。2024年世界棒球12強賽啦啦隊Premier 12 STARS成員。2024年10月代言辣財神娛樂城。 |                            |
| 語萱         | 13 | 8月13日  | 本名徐語萱，英文名Judy，目前在中壢經營一家服飾店。 |                            |
| 筱緹         | 60 | 5月9日   | 本名許筱緹，英文名Atisha，自幼學習舞蹈，曾為知名舞團「蘋果街舞家族」的成員，現任電豹女隊編舞老師。2024年世界棒球12強賽啦啦隊Premier 12 STARS成員。 |                            |
| 安汝         | 46 | 4月6日   | 本名莊安汝，英文名Annu，現任電豹女隊的編舞老師，擅長編排隊形。2024年世界棒球12強賽啦啦隊Premier 12 STARS成員。 |                            |
| 諺諺         | 20 | 12月17日 | 本名謝涵瑀，英文名Abby，朝陽科技大學畢業。2020年曾為東南亞職業籃球聯賽及P. LEAGUE+福爾摩沙台新夢想家啦啦隊Formosa Sexy成員。 |                            |
| 2022年加入   |    |          | |                            |
| 草莓         | 52 | 12月5日  | 本名蘇云鈺，曾參與三立電視多部偶像劇演出；曾為莊敬高職校花。2024年世界棒球12強賽啦啦隊Premier 12 STARS成員。2024年10月代言辣財神娛樂城。2025年亞洲盃資格賽啦啦隊成員。 | [ 21 ]                     |
| Yuki         | 77 | 1月13日  | 本名張芸綺，英文名Yuki，曾擔任Hito流行音樂舞團-Flash泰坦的舞者，亦會彈奏烏克麗麗。 |                            |
| Jasmine 茉莉 | 16 | 11月11日 | 本名李佳芸，英文名Jasmine，畢業於國立臺灣師範大學教育學系。曾經參加過師大體操校隊、熱舞社、國標舞老師，亦曾任中華民國外交部2018年（民國107年）青年大使索泰團成員，亦會吹奏長笛和彈鋼琴。現任天使女團成員。                                                                                               | [ 註 2 ]                   |
| 紹頤         | 31 | 2月12日  | 本名陳紹頤，現任電豹女編舞老師之一，並負責隊服設計。曾參與Mr.Lady舞團。 |                            |
| 2023年加入   |    |          | |                            |
| 笑笑         | 17 | 11月17日 | 本名劉姿妤，文化大學運動與健康促進學系畢業。曾參與《綜藝大集合》演出，並曾擔任《台灣那麼旺》節目舞者。同時亦為「潘若迪工作室」旗下老師。2024年世界棒球12強賽啦啦隊Premier 12 STARS成員。2024年10月代言辣財神娛樂城。2025年起同步為中華職棒樂天桃猿專屬啦啦隊樂天女孩成員。2025年亞洲盃資格賽啦啦隊成員。 | [ 註 3 ] [ 註 4 ] [ 註 5 ] |
| Nia          | 67 | 7月31日  | 本名李若綺，英文名Nia，淡江大學經濟學系。七歲起就開始學國標舞，並於「2019 IDTA香港運動舞蹈亞洲公開賽」取得16-18歲組單項華爾滋、單項探戈、兩項標準舞等數項目之第二名，亦曾參與《舞力全開》節目。 | [ 22 ] [ 註 6 ]            |
| 李雅英       | 29 | 2月9日   | 韓文名이아영 Lee A young，2015年曾為樂天巨人啦啦隊成員。2020－2021年曾為起亞虎啦啦隊成員。2022－2023年曾為NC恐龍啦啦隊成員。 |                            |
| 瑄瑄         | 99 | 4月18日  | 本名邱怡瑄，2023年9月9日入選成為練習生，2024年6月30日轉正。目前同步於味全龍Dragon Beauties啦啦隊練習生。2024年10月代言辣財神娛樂城。 |                            |
| 雪寶         | 22 | 4月30日  | 本名楊子瑄，2023年9月9日入選成為練習生，2024年6月30日轉正。2024年10月代言辣財神娛樂城。 |                            |
| 2024年加入   |    |          | |                            |
| 海莉         | 1  | 9月27日  | 韓文名황혜림 Hwang Hye Rim，英文名Hyeri。2026年世界棒球經典賽資格賽啦啦隊CLASSIC STARS成員。 |                            |
| 魚肉         | 7  | 12月2日  | 本名任伃柔。 |                            |
| 安娜         | 23 | 3月24日  | 本名蘇庭萱。 |                            |
| 喬喬         | 18 | 10月18日 | 本名黃翊喬，英文名Celiea。2020年參加女團實境選秀節目《菱格世代Dancing Diamond 52》，為節目中的團體「風暴黑桃」成員。2021年加入於2022年10月1日退出，2024年參加徵選會以第三名的成績再次入選。 | [ 23 ]                     |

### 離隊成員
| 名稱         | 出生月日 | 備註 | 來源                 |
| ------------ | -------- | --- | -------------------- |
| 2021年加入   |          | |                      |
| 歐斯卡       | 11月28日 | 伊林娛樂模特兒。2020年參加女團實境選秀節目《菱格世代Dancing Diamond 52》，為節目中的團體「烈焰之心」成員。 |                      |
| 夏羽         | 10月2日  | 原藝名為夏天愛。姐姐為樂天女孩成員岱縈。 | [ 24 ]               |
| Mina         | 5月27日  | 本名黃娜菈，過去曾使用舊名「黃沛君」。2022年8月31日被桃園雲豹球團公告解約。 | [ 25 ]               |
| /Julie       | 5月7日   | 本名袁子筑。伊林娛樂模特兒，2019年出演麥卡貝網路實境節目《Co-Living同居時代》冬季篇。現為AKB48 Team TP成員，2023年加入P. LEAGUE+新竹攻城獅專屬啦啦隊慕獅女孩。 | [ 26 ]               |
| 猩猩         | 12月20日 | 曾為臺北富邦勇士啦啦隊成員。2017-2018年曾為富邦悍將啦啦隊Fubon Angels成員。 |                      |
| 倚禎/Sabrina | 1月12日  | 本名劉倚禎，伊林娛樂模特兒。2020年參加女團實境選秀節目《菱格世代Dancing Diamond 52》，為節目中的團體「雪鑽石」成員。現為LuxyGirls啦啦隊成員 。 | [ 註 7 ]             |
| 吉拿/Zena    | 3月31日  | 本名力萍。曾為L.C.G.勵齊女孩及TPI CoCo Girls成員。2023年起加入P. LEAGUE+高雄17直播鋼鐵人專屬啦啦隊鋼鐵女神雅典娜。 | [ 註 8 ] [ 註 9 ]    |
| 儀諪         | 4月21日  | 本名謝儀諪，為種子音樂旗下藝人，曾出過唱片。2023年起加入中華職棒中信兄弟及T1聯盟新北中信特攻專屬啦啦隊Passion Sisters成員。 | [ 27 ]               |
| Wendy        | 6月24日  | 本名林宛璇。伊林娛樂模特兒。2020年參加女團實境選秀節目《菱格世代Dancing Diamond 52》，為節目中的團體「雪鑽石」成員。2024年起加入中華職棒中信兄弟及T1聯盟新北中信特攻專屬啦啦隊Passion Sisters預備成員。 | [ 28 ] [ 29 ] [ 30 ] |
| 2022年加入   |          | |                      |
| 比熊         | 3月22日  | 本名陳又禎，為臺灣youtuber。2022年起加入T1聯盟臺南台鋼獵鷹專屬啦啦隊Wings Girls成員。 | [ 31 ]               |
| 果果         | 4月4日   | 本名凃沁妤，中華職棒樂天桃猿專屬啦啦隊樂天女孩曲羿的妹妹。 | [ 32 ]               |
| 2023年加入   |          | |                      |
| 容容         | 11月12日 | 本名楊育容，華岡藝校戲劇科、臺北市立大學運動藝術學系模特兒組。被稱為「華岡小楊冪」，且具有歌手蕭亞軒、微風名媛孫芸芸、大陸女星楊冪綜合明星臉，並具有一字馬劈腿等專長。曾拍攝過《曼秀雷敦》、《中華電信》、《吉賜護胃凝膠》等數個廣告。開季前因工作因素離隊，之後加入桃園領航猿專屬啦啦隊Pilots Crew。                                                                  | [ 33 ] [ 註 10 ]     |
| 馬妹         | 7月1日   | 本名馬萱庭，輔仁大學大眾傳播學系畢業。2016年輔仁大傳美女月曆成員之一。2017－2019年曾為統一7-ELEVEN獅Uni Girls成員。2021年起同步為中華職棒味全龍專屬啦啦隊Dragon Beauties成員。 | [ 34 ]               |
| 艾融         | 4月13日  | 本名林佩姍，國立臺北大學企管系畢。過去曾使用過藝名小咪，2017年起藝名變更為「林珮珊」，2020年起藝名再變更為「林艾融」。前LamiGirls啦啦隊員，2019年成軍時加入味全龍專屬啦啦隊Dragon Beauties，2020年春訓前因個人生涯規劃離開離隊，並以MC的身份回鍋中華職棒樂天桃猿隊，2024年加入台灣職業籃球大聯盟新竹御頂攻城獅專屬啦啦隊慕獅女孩。                                     | [ 34 ]               |
| 牛奶         | 11月25日 | 本名王儷潔，國立臺灣體育運動大學舞蹈系畢業。曾擔任過牙醫助理，後來成為舞團BABY Q的成員及人氣直播主。被球迷稱為「甜美小隻馬」。2020－2022年曾為東南亞職業籃球聯賽及P. LEAGUE+福爾摩沙台新夢想家專屬啦啦隊Formosa Sexy成員。2022－2023年曾為T1聯盟臺中太陽專屬啦啦隊Shiny Girls成員。2024年起加入中華職棒中信兄弟及T1聯盟新北中信特攻專屬啦啦隊Passion Sisters預備成員。 |                      |

### 歷任隊長與副隊長
| 年份 | 隊長 | 副隊長 | 來源 |
| ---- | ---- | ------ | ---- |
| 2023 | 小楓 | 不適用 |      |
| 2024 | 小楓 | 筱緹   |      |

## 備註
1. ↑  .   [2023-06-05]. （原始内容存档于2023-06-06）.
2. ↑  外交部官方FB
3. ↑  .   [2023-09-09]. （原始内容存档于2023-10-05）.
4. ↑  .   [2023-09-09]. （原始内容存档于2022-06-26）.
5. ↑  .   [2023-09-09]. （原始内容存档于2023-10-05）.
6. ↑  .   [2023-09-09]. （原始内容存档于2023-10-05）.
7. ↑  .   [2022-10-01]. （原始内容存档于2022-10-01）.
8. ↑  .   [2022-09-30]. （原始内容存档于2022-09-30）.
9. ↑  .   [2022-09-30]. （原始内容存档于2022-09-30）.
10. ↑  .   [2023-09-09]. （原始内容存档于2023-10-05）.

## 外部連結
- 電豹女的Facebook專頁 （繁體中文）
- 電豹女的Instagram帳戶 （繁體中文）